# Boussu
Boussu ist eine belgische Gemeinde im Arrondissement Mons der Provinz Hennegau in Wallonien. Die Gemeinde besteht aus den bis 1977 selbstständigen Ortsteilen Boussu und Hornu.

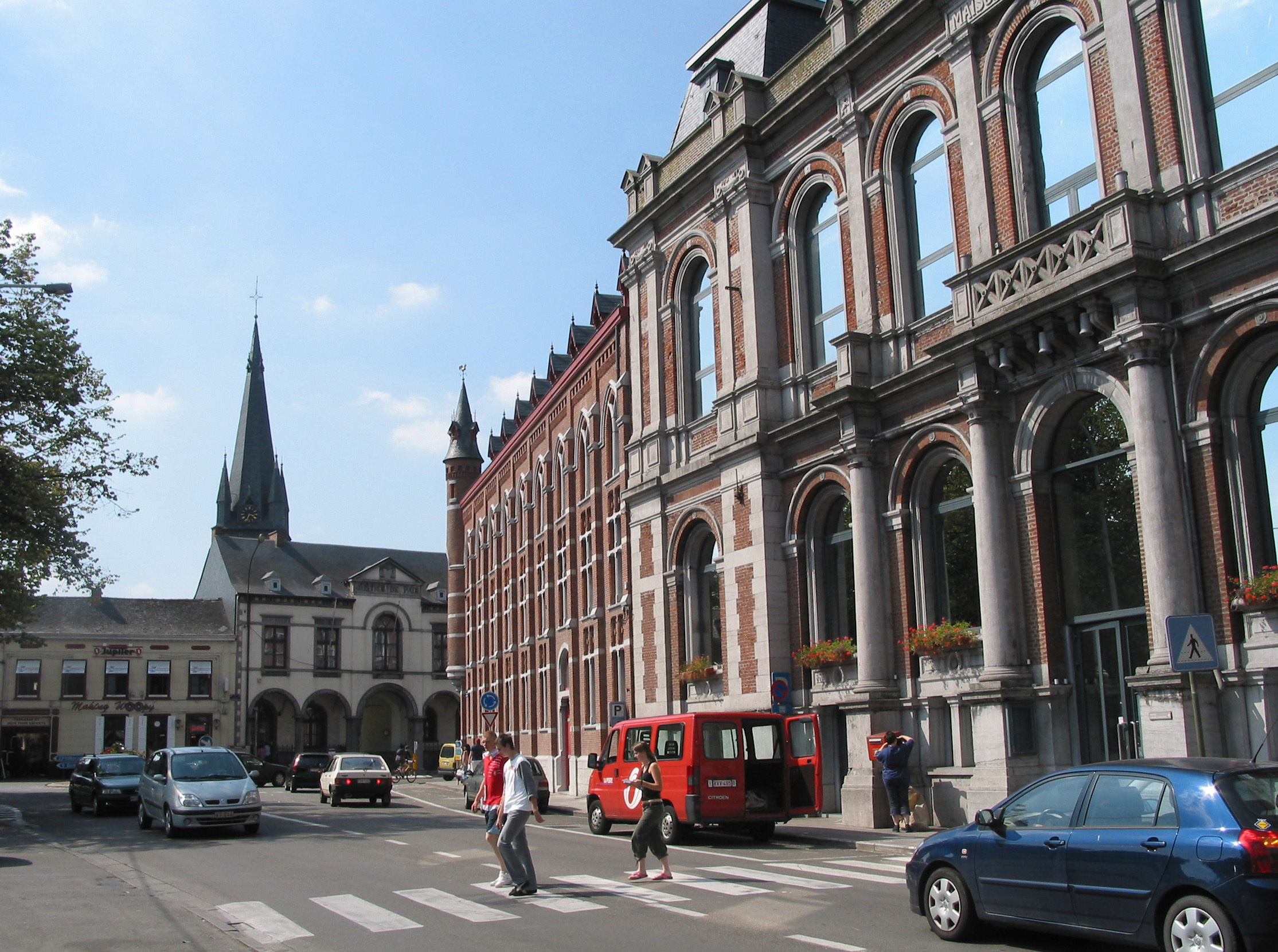
Rathaus von Boussu und Kirche Saint-Géry (2005)

## Geschichte
In der Gemeinde gab es ein Schloss, das für seine Kunstsammlung gerühmt wurde. Der Maler Pieter Aertsen war im Jahr 1525 Gast des Grafen von Boussu und studierte die Werke dieser Sammlung. Das ehemalige Schloss Boussu französisch Château de Boussu befindet sich in einer Parkanlage. Die Gegend ist bereits seit der gallo-römischen Zeit besiedelt. Im 10. Jahrhundert wurde von der Familie Fontaine die erste Burg errichtet. Durch Heirat kam diese an die Familie Hénin-Liétard. Im Jahr 1402 wurde die Burg belagert, eingenommen, geplündert und teilweise niedergebrannt. Die Burg wurde 1478 in der Folge der Kriege zwischen Frankreich und dem Herzogtum Burgund zerstört.
Der Graf Jean de Hénin-Liétard beauftragte den Architekten Jacques du Broeucq mit dem Neubau des Schlosses Boussu. Kaiser Karl V. besuchte 1545 den Grafen, mit dem er freundschaftlich verbunden war. Auch der spanische König Philipp II. wurde mehrmals las Gast dort empfangen. Der französische König Ludwig XIV. soll hier 1655 seinen Geburtstag gefeiert haben und der spätere englische König Wilhelm von Oranien feierte hier im Jahr 1676.
1810 wurde das Schloss komplett zerstört und mit Ausnahme des Torgebäudes abgerissen. Diesen Gebäudeteil ließ der Graf Maurice de Caraman restaurieren. Während des Zweiten Weltkriegs wurde das Torhaus als Munitionsdepot genutzt und im September 1944 gesprengt.

## Söhne und Töchter der Gemeinde
- Jean V. de Hénin (1499–1562), Seigneur und Comte de Boussu aus dem Hause Hénin
- Jules Guérin (1801–1886), Mediziner
- Émile Grumiaux (1861–1932), französischer Bogenschütze
- Edmond Pidoux (1908–2004), Schriftsteller
- Albertin Dissaux (1914–2002), Radrennfahrer
- Robert Urbain (1930–2018), Politiker (PS)
- Marcel Moreau (1933–2020), Schriftsteller
- Claude Renard (1946–2019), Comiczeichner und -lehrer
- Hadja Lahbib (* 1970), Journalistin, Dokumentarfilmerin und Politikerin
- Marjorie Carpréaux (* 1987), Basketballspielerin
- Jonathan Dufrasne (* 1987), Radrennfahrer
- Joachim Bottieau (* 1989), Judoka
- Massimo Bruno (* 1993), Fußballspieler